# کریستین ترومن
 کریستین ترومن (انگلیسی: Christine Truman؛ زاده ۱۶ ژانویهٔ ۱۹۴۱) یک تنیس‌باز اهل بریتانیا است.